# 丁文江 (工程学家)
丁文江（1953年3月28日—），浙江绍兴人，生于上海，轻合金研究专家，中国工程院院士，上海交通大学教授，上海交通大学轻合金精密成型国家工程研究中心主任，曾任上海交通大学副校长。

## 履历[1]
- 1981年，于上海交通大学铸造专业毕业。
- 2013年，当选中国工程院院士。